# Andrea Camponovo
Andrea María Camponovo Gamio (Tarija,25 de marzo de 1983) Es una modelo, actriz y productora boliviana. Tiene una productora "MIRA Estudio Audiovisual" en Cochabamba, junto con su esposo Martín Boulocq director .

## Filmografía

### Como Actriz
- Buey Rojo Sangre (2021)
- The Shades (2019)
- Eugenia (2017)
- Los Viejos (2011)
- Historias de Vino, Singani y Alcoba (2009)
- Día de Boda (2008)
- Espíritus Independientes (2005)

### Como Productora
- Eugenia(2017) Además de protagonizarla, también contribuyó en la construcción del guion y la producción.

## Premios y nominaciones
Andrea Camponovo ha recibido reconocimiento por su trabajo en el cine. Una de sus películas más destacadas, "Eugenia", dirigida por su esposo Martín Boulocq, ganó el Premio Mayahuel al Mejor Guion en el Festival Internacional de Cine de Guadalajara 2018. Además, Andrea ha sido nominada y galardonada en varios festivales de cine por su talento y contribuciones a la industria cinematográfica boliviana. Su carrera ha sido reconocida por su versatilidad y dedicación tanto en la actuación como en la producción.